# Jaroslav Vozáb
Jaroslav Vozáb (16. prosince 1919 Neuměřice – 3. dubna 1988 Praha) byl český překladatel a herec, od roku 1968 až do své smrti člen Divadla Járy Cimrmana. Je pohřben ve Velvarech, kde vyrůstal.
Ovládal několik jazyků , původním povoláním byl překladatel v zahraničním vysílání Československého rozhlasu. Jako tlumočník se také seznámil s divadlem Járy Cimrmana (na jeho zájezdu do Vídně) a natolik si s ním padl do noty, že se záhy zařadil mezi herce jeho souboru. Díky svému věku byl zde jakýmsi nestorem, a svým kultivovaným, mírným a bezelstným projevem se typově hodil především na dobrácké, submisivní a často ženské role. Proslulé jsou zejména jeho výkony v pohádce Dlouhý, Široký a Krátkozraký jako princezna Zlatovláska a ve hře Vizionář jako uhlobaron Ptáček.
Jedinečný hlas a dikci Jaroslava Vozába využila autorská dvojice Smoljak–Svěrák i v řadě svých filmů, a po nich také další tvůrci. Přestože šlo vždy jen o malé až epizodní role, díky Vozábovu nezaměnitelnému projevu jsou nepřehlédnutelné. Několikrát se jednalo o úlohu tlumočníka, tedy přímo na tělo. K nim patří i jeho asi nejznámější vystoupení, ve filmu Marečku, podejte mi pero! s větou „Hujer, metelesku blesku.“

## Divadelní role
- Cimrman v říši hudby – inženýr Wagner
- Dlouhý, Široký a Krátkozraký – Zlatovláska
- Dobytí severního pólu – poručík Beran, lékárník Vojtěch Šofr
- Domácí Zabijačka – Zvěřinová
- Hospoda na mýtince – Kulhánek
- Lijavec – Formánek
- Němý Bobeš – Marta/hostinský/sluha
- Posel z Liptákova – matka (Posel světla); Ptáček (Vizionář)
- Vražda v salonním coupé – stevard, továrník Bierhanzel
- Vyšetřování ztráty třídní knihy – zemský školní rada

## Filmové role (výběr)
- Jáchyme, hoď ho do stroje! (1974) – moderátor výstavy psů
- Marečku, podejte mi pero! (1976) – tlumočník
- Na samotě u lesa (1976) – notář Grulich
- Kulový blesk (1979) – inspektor Drahota
- Postřižiny (1980) – farář
- Trhák (1980) – Mejzl
- Vrchní, prchni! (1981) – ředitel restaurace
- Jára Cimrman ležící, spící (1983) – tlumočník
- Slavnosti sněženek (1983) – Trnka
- Rozpuštěný a vypuštěný (1984) – Bierhanzlův sluha Pazdera
- Jak básníci přicházejí o iluze (1985) – biolog
- Nejistá sezóna (1988) – Květoslav Straka